# Thierry Bouille
 (mars 2025).
Motif : absence de sources secondaires centrées sur cette personne, de qualité suffisante et pérenne.
- Archive Wikiwix
- Bing
- Cairn
- DuckDuckGo
- E. Universalis
- Gallica
- Google
- G. Books
- G. News
- G. Scholar
- Persée
- Qwant
- (zh) Baidu
- (ru) Yandex
- (wd) trouver des œuvres sur Wikidata

| 1. | Préciser le motif de la pose du bandeau. | Précisez le motif de la pose du bandeau en utilisant la syntaxe suivante : {{admissibilité à vérifier\|date=août 2025\|motif=remplacez ce texte par le motif}}                       |
| 2. | Informer les utilisateurs concernés.     | Pensez à avertir le créateur de l'article, par exemple, en insérant le code ci-dessous sur sa page de discussion : {{subst:avertissement admissibilité à vérifier\|Thierry Bouille}} |

Thierry Bouille, né le 4 mai 1987 est un arbitre fédéral français de football.

## Carrière d'arbitre
Thierry Bouillé s'est formé à l'arbitrage dès son plus jeune âge et a gravi les échelons du football français. Il a débuté dans les divisions amateurs avant d'être promu en National, puis est promu en Ligue 2 en aout 2019, où il arbitre régulièrement depuis plusieurs saisons. Arbitre fédéral depuis 2011, Thierry Bouillé a dirigé de nombreux matchs en Coupe de France et en championnats professionnels.
Grâce à ses performances, il est également désigné comme quatrième arbitre pour plusieurs rencontres de Ligue 1, assistant ainsi les arbitres centraux lors des matchs du championnat de France.
En plus de ses activités sur le terrain, Thierry Bouillé participe à des formations et conférences sur l'arbitrage, partageant son expérience avec les jeunes arbitres et les acteurs du football français.
Le 14 janvier 2025, il a officié lors du 16e de finale de Coupe de France entre le FR Haguenau et l'USL Dunkerque, un match qui a fait l'actualité en raison de son report pour cause de terrain gelé. Confronté à des conditions météorologiques difficiles, Thierry Bouillé a estimé que la sécurité des joueurs était en jeu, décidant ainsi d'annuler la rencontre après inspection de la pelouse. Cette décision a suscité des réactions mitigées, mais a été reconnue comme la plus raisonnable par les acteurs du match, y compris l'entraîneur alsacien Cédric Deubel.

## Parcours professionnel en dehors du football
En parallèle de sa carrière dans l'arbitrage, Thierry Bouillé est courtier en prêts immobiliers et assurances. Après avoir occupé des postes à responsabilité, notamment en tant que directeur d'agence chez BNP Paribas, il exerce aujourd’hui de manière indépendante au sein du réseau Immoprêt. Fort de son expertise en financement, il accompagne ses clients dans la recherche des meilleures conditions de crédit et d'assurances. Il est titulaire d’un BTS Banque et Assurances du CFPB Nancy.

## Statistiques
*Comprenant les rôles d'arbitre central, arbitre assistant et arbitre VAR
| Catégorie                        | Nombres de Matchs |
| Ligue 1                          | 40                |
| Ligue 2                          | 71                |
| National                         | 59                |
| National 2                       | 22                |
| National 3                       | 3                 |
| Coupe de France                  | 18                |
| Coupe de la Ligue                | 5                 |
| BGL Ligue (Luxembourg)           | 2                 |
| Promotion d'honneur (Luxembourg) | 1                 |
| -------------------------------- | ----------------- |